# Фабрика за земеделски оръдия и огнеупорни железни каси
Фабриката за земеделски оръдия и огнеупорни железни каси на Иван Бурджев в Плевен е основана в 1891 г. с основен капитал 10 000 лева и 8 работници. През 1912 г. е с основен капитал 400 000 лева и 150 работници.
Работилницата се намира на Сър пазар в Плевен и е за земеделски сечива, железни каси и плугове. С това се полагат основите на плевенската индустрия. През 1920-те години работилницата се разраства до предприятие, на което са поверени поръчките за касите на всички сгради на Българска народна банка, общински управления, поделения на военно министерство, железниците, пощите, застрахователните дружества.
Касите на Бурджев се смятат за едни от най-трудните за отваряне от касоразбивачи. Полицията оценява престъпниците на висши и нисши по това дали могат да се справят с отварянето на тези каси или не. При пожар в градската поща в Анхиало през 1906 г. английската желязна каса се стопява, а тази на Бурджев остава непокътната.